# 1937 na Alemanha
Esta é uma cronologia dos fatos acontecimentos de ano 1937 na Alemanha.

## Eventos
- 25 de março: O Ministério Postal Alemão anuncia o primeiro selo com o retrato de Adolf Hitler.
- 26 de abril: A cidade espanhola de Guernica é bombardeada pela força aérea alemã, a Luftwaffe.
- 6 de maio: O dirigível alemão Hindenburg cai na base aérea de Lakehurst, em Nova Jersey, nos Estados Unidos, causando a morte 36 pessoas.
- 29 de maio: O encouraçado alemão Admiral Scheer bombardeia a cidade espanhola de Almeria.